# BurJuman (metropolitana di Dubai)
BurJuman (in arabo برجمان, Burajmān, e in origine Khalid Bin Al Waleed) è una stazione della metropolitana di Dubai posta all'incrocio delle linee rossa e verde. La stazione della linea rossa venne inaugurata il 10 settembre 2009, mentre quella della linea verde fu aperta il 10 settembre 2011.